# Johan Manzambi
Johan Manzambi (Genève, 14 oktober 2005) is een Zwitsers voetballer die bij voorkeur als centrale middenvelder speelt. Hij tekende in 2023 voor SC Freiburg.

## Clubcarrière
Manzambi werd geboren in Genève en begon met voetballen bij Servette FC. In 2023 trok hij naar SC Freiburg. Op 21 augustus 2024 debuteerde hij in de Bundesliga tegen Heidenheim. Op 12 april 2025 scoorde hij zijn eerste competitietreffer tegen Borussia Mönchengladbach.